# Kharimkotan
Kharimkotan (en rus: Харимкотан; en japonès: 春牟古丹島; Harimukotan-tō) és una illa volcànica deshabitada situada a 15 km d'Onekotan, prop de l'extrem nord de les illes Kurils, al mar d'Okhotsk, al nord-oest de l'oceà Pacífic.

## Geografia
Té forma ovalada, amb 8 km de llarg per 12 d'ample i una superfície de 68 km². Bons part de la superfície de l'illa està coberta de cendra groga fina, semblant a dunes del desert. Al cap nord-oest hi ha les ruïnes d'un poble ainu i al nord de l'illa, a la riba de la badia de Severgin, hi ha l'assentament abandonat de Severgino. Hi ha una sèrie de petits llacs d'aigua dolça.
L'illa està formada per l'estratovolcà latent, Pik Severguin, (en rus: влк.Севергина; japonès 春牟古丹岳; Harikotan-dake), que s'eleva a 1.157 msnm. El cim està format per dos cràters volcànics en forma de ferradura creats per l'enfonsament dels vessants superiors del volcà. Altres indicis de l'enfonsament es poden observar a les penínsules de l'est i el nord-oest que es van formar per les runes. El volcà ha entrat en erupció des del segle XVIII, amb l'última erupció registrada el 1933 que va enviar cendra volcànica fins a Paramushir. L'enfonsament del con va provocar una allau de runes que va provocar un tsunami que va matar dues persones a Pamamushir. El camí pel qual van fer l'esllevissada és visible a les imatges de satèl·lit.

## Història
L'illa estava habitada pels ainus en el moment del contacte europeu. Els habitants subsistien cultivant els bulbs comestibles del Cardiocrinum, així com de la pesca i la caça. L'illa apareix en un mapa oficial que mostra els territoris del Clan Matsumae, un domini feudal del Japó del període Edo datat el 1644, i aquestes possessions van ser confirmades oficialment pel shogunat Tokugawa el 1715. Tanmateix, el 1736 els ainus van adoptar l'ortodòxia russa i quedaren com a súbdits de l'Imperi Rus. El 1811 es va informar que la majoria sabien parlar el rus i havien adoptat noms russos. El 1855 la sobirania russa va ser reconeguda pel Tractat de Shimoda, però l'illa va ser transferida a l'Imperi del Japó pel Tractat de Sant Petersburg (1875) juntament amb la resta de les illes Kurils. El 1884 els ainus de Kharimkotan van ser reubicats per les autoritats japoneses a Shikotan. El gener de 1933 un assentament japonès va ser destruït per una erupció del volcà i posteriorment fou abandonat. Després de la Segona Guerra Mundial l'illa va quedar sota el control de la Unió Soviètica, i ara està administrada com a part de l'oblast de Sakhalin de la Federació Russa.